# Lliga burundesa de futbol
La lliga burundesa de futbol, també anomenada Burundi Ligue A, és la màxima competició futbolística de Burundi. És organitzada per la Fédération de football du Burundi. Fou creada l'any 1970. La disputen 16 equips que disputen 30 rondes, a casa i a fora.
Per raons de patrocini fou anomenada Amstel Ligue i l'any 2022 adoptà el nom Primus Ligue.

## Clubs participants temporada 2022-23
- Le Messager FC de Ngozi, Ngozi
- Musongati FC, Gitega
- Aigle Noir Makamba FC, Makamba
- Burundi Sport Dynamik New Look, Bujumbura
- Flambeau du Centre FC, Gitega
- Vital'O FC, Bujumbura
- Bujumbura City FC, Bujumbura
- Olympic Star Muyinga FC, Muyinga
- Rukinzo FC, Bujumbura
- AS Inter Star, Bujumbura
- Bumamuru FC, Buganda
- Kayanza United, Kayanza
- Athlético New Oil FA, Muyinga
- Elaga Top Junior, Kayanza
- Magara Young Boys, Buganda
- Tigre Noir Ruyigi, Ruyigi

## Historial
Font:
- 1963:  Stella Matutina FC (1)
- 1964:  Stella Matutina FC (2)
- 1965:  Maniema Fantastique (1)
- 1966:  Maniema Fantastique (2)
- 1967:  Maniema Fantastique (3)
- 1968:  Maniema Fantastique (4)
- 1969:  Espoir FC (1)
- 1970:  Inter FC (1)
- 1971:  TP Bata (1)
- 1972:  Sports Dynamic (1)
- 1973: no es disputà [a]
- 1974:  Inter FC (2)
- 1975:  Inter FC (3)
- 1976:  Prince Louis FC (1)
- 1977:  Inter FC (4) [b]
- 1978:  Inter FC (5)
- 1979:  Vital'O FC (2)
- 1980:  Vital'O FC (3)
- 1981:  Vital'O FC (4)
- 1982:  Maniema Fantastique (5)
- 1983:  Vital'O FC (5)
- 1984:  Vital'O FC (6)
- 1985:  Inter FC (6)
- 1986:  Vital'O FC (7)
- 1987:  Inter FC (7)
- 1988:  Inter FC (8) [b]
- 1989:  Inter FC (9)
- 1990:  Vital'O FC (8)
- 1991:  AS Inter Star (1)
- 1992:  AS Inter Star (2)
- 1993: abandonat
- 1994:  Vital'O FC (9)
- 1995:  Maniema Fantastique (6)
- 1996:  Vital'O FC (10)
- 1997:  Maniema FC (7)
- 1998:  Vital'O FC (11)
- 1999:  Vital'O FC (12)
- 2000:  Vital'O FC (13)
- 2001:  Prince Louis FC (2)
- 2002:  Muzinga FC (1)
- 2003: abandonat
- 2004:  Athlético Olympic FC (1)
- 2005:  AS Inter Star (3)
- 2006:  Vital'O FC (14)
- 2007:  Vital'O FC (15)
- 2008:  AS Inter Star (4)
- 2009:  Vital'O FC (16)
- 2010:  Vital'O FC (17)
- 2010-11:  Athlético Olympic FC (2)
- 2011-12:  Vital'O FC (18)
- 2012-13:  Flambeau de l'Est (1)
- 2013-14:  LLB Académic FC (1)
- 2014-15:  Vital'O FC (19)
- 2015-16:  Vital'O FC (20)
- 2016-17:  LLB Sports4Africa FC (2)
- 2017-18:  Le Messager FC de Ngozi (1)
- 2018-19:  Aigle Noir FC (1)
- 2019-20:  Le Messager FC de Ngozi (2)
- 2020-21:  Le Messager FC de Ngozi (3)
- 2021-22:  Flambeau du Centre FC (1)
- 2022-23:  Bumamuru Standard FC (1)
- 2023-24:  Vital'O FC (21)

1. ↑  No es disputà per la guerra civil a finals del 1972.
2. 1 2  Vital'ô desqualificat per l'"affaire Tchambala".